# NGC 5746
NGC 5746 je spirální galaxie s příčkou v souhvězdí Panny, kterou objevil William Herschel 24. února 1786.
Od Země je vzdálená přibližně 99 milionů světelných let a je hlavním členem skupiny galaxií, která dostala označení LGG 386. Její skutečný rozměr může být až dvakrát větší než rozměr Mléčné dráhy.
Na obloze se dá poměrně snadno najít ve východní části souhvězdí asi 20′ západně od hvězdy 109 Vir, která má hvězdnou velikost 3,7. Směrem k Zemi je otočená hranou, takže je na pohled velmi protáhlá a podobně jako u galaxie Sombrero lze na snímcích v jejím disku pozorovat výrazný prachový pás. Jako slabá skvrna je vidět i menším dalekohledem, ale její protáhlý tvar ukáže až středně velký hvězdářský dalekohled.
V červenci 1983 byla v této galaxii pozorována supernova, která dostala označení SN 1983P, měla hvězdnou velikost 13 a byla typu I.